# Tumulus de Montecalvario
Le tumulus de Montecalvario  est une tombe étrusque à tumulus datant des VIIe et VIe siècles av. J.-C. et située dans la commune de Castellina in Chianti (province de Sienne) en Toscane.
Découvert (et pillé) au XVIe siècle, il fait l'objet d'un dessin de Léonard de Vinci. Il est redécouvert en 1902 et fouillé en 1915.
Le nom de Montecalvario est dû à sa situation près de la dernière station d'un chemin de croix.

## Description
Il s'agit d'un cercle d'un diamètre de cinquante mètres, qui devait comporter, dans son projet initial, quatre chambres orientées suivant les points cardinaux. 
Chaque chambre est précédée d'un vestibule et complétée de chambres annexes latérales. Cependant, la chambre située à l'est est dépourvue de ces annexes et le couloir nord ne correspond pas à une chambre principale.

## Les fouilles

### XVIesiècle
Le tumulus, découvert au début du XVIe siècle, est alors pillé de la plupart de ses contenus par les tombaroli. 
Un des dessins du Codex Vallardi de Léonard de Vinci est un plan détaillé de cette tombe, datant de 1507.

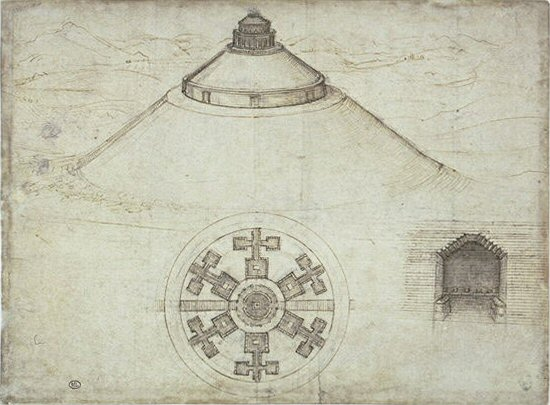
Dessin de Léonard de Vinci (musée du Louvre).

### XXesiècle
Il est redécouvert en 1902 et fouillé en 1915.
Peu d'objets sont alors trouvés : fragments du mobilier funéraire, objets en bronze (restes d'un char de guerre), ivoire, et pâte de verre, qui permettent de dater la tombe à la période  archaïque de la civilisation étrusque.
Le principal vestige provient de la tombe sud : un protomé léonin en pietra serena, aujourd'hui conservé avec d'autres trouvailles au musée archéologique de Castellina.

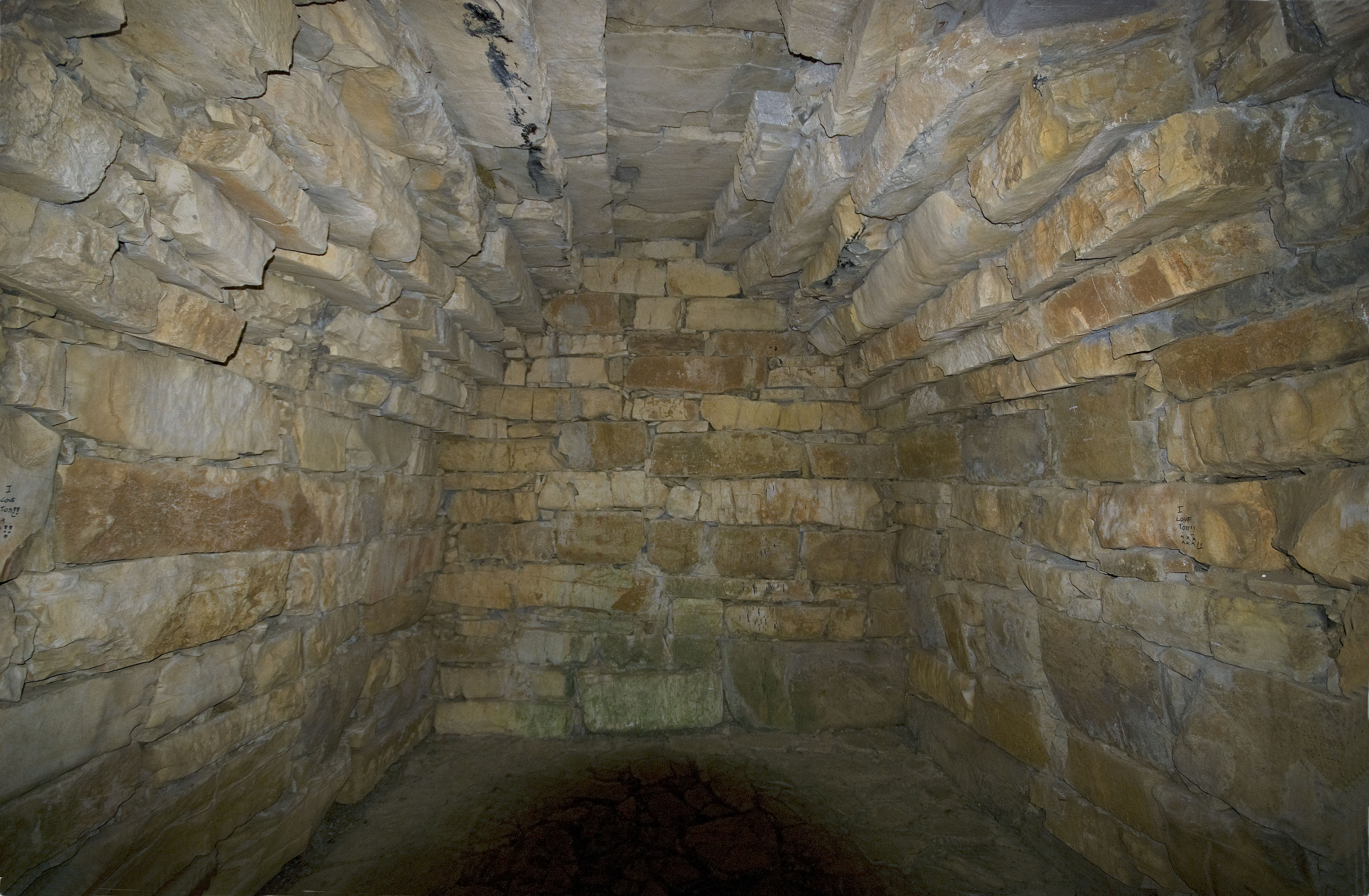
Tombe est.
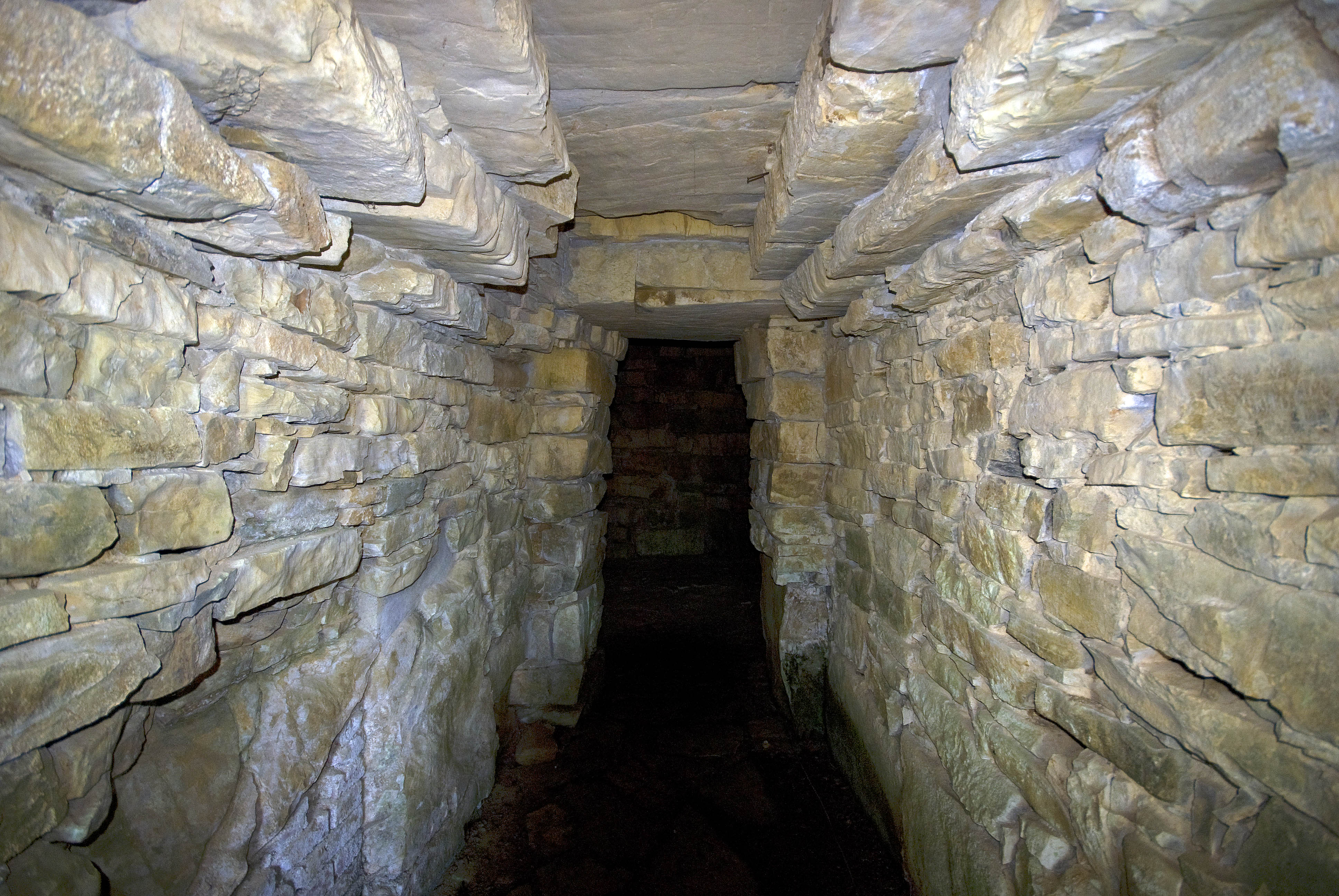
Couloir de la tombe sud.
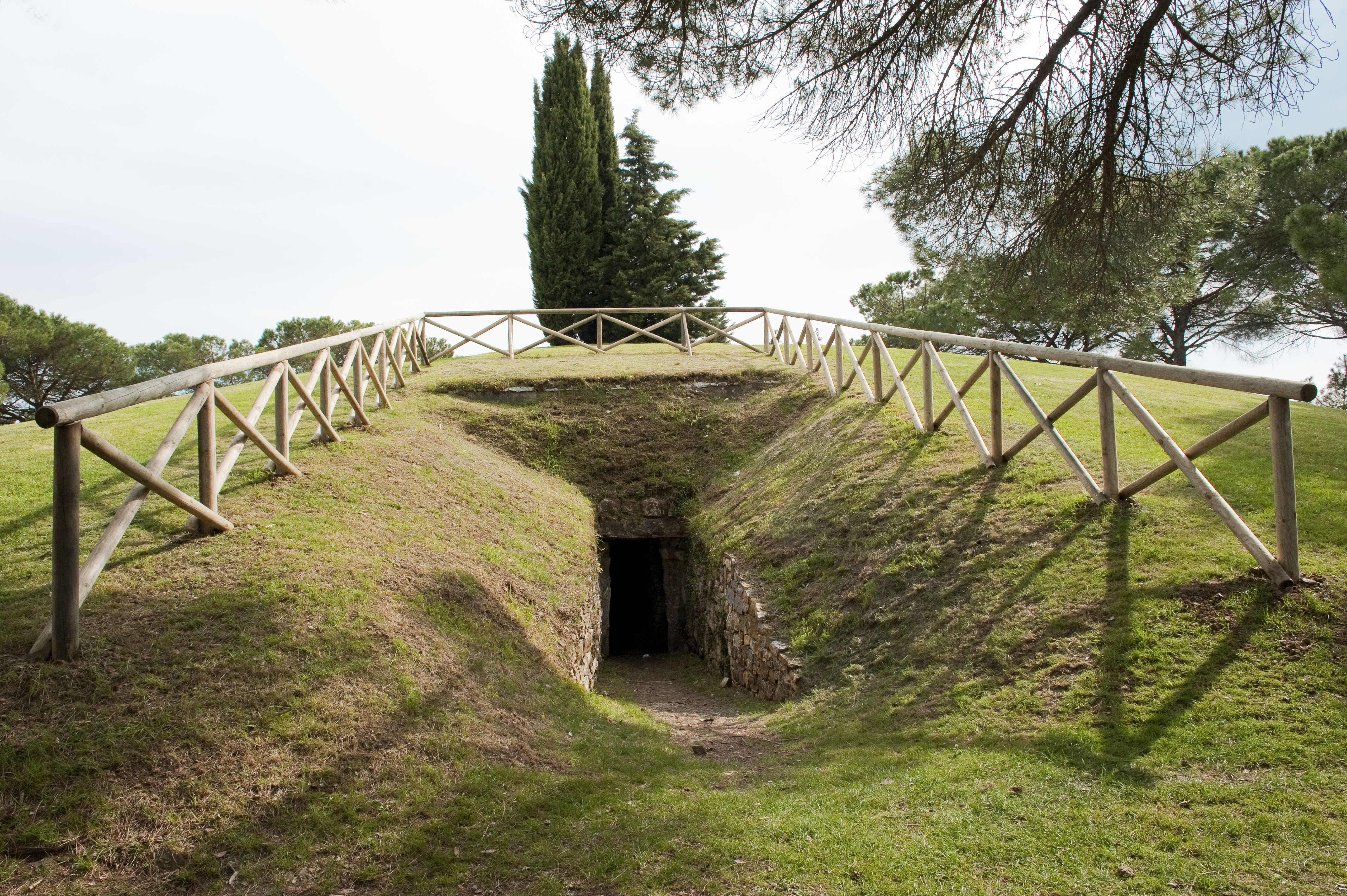
Le dromos
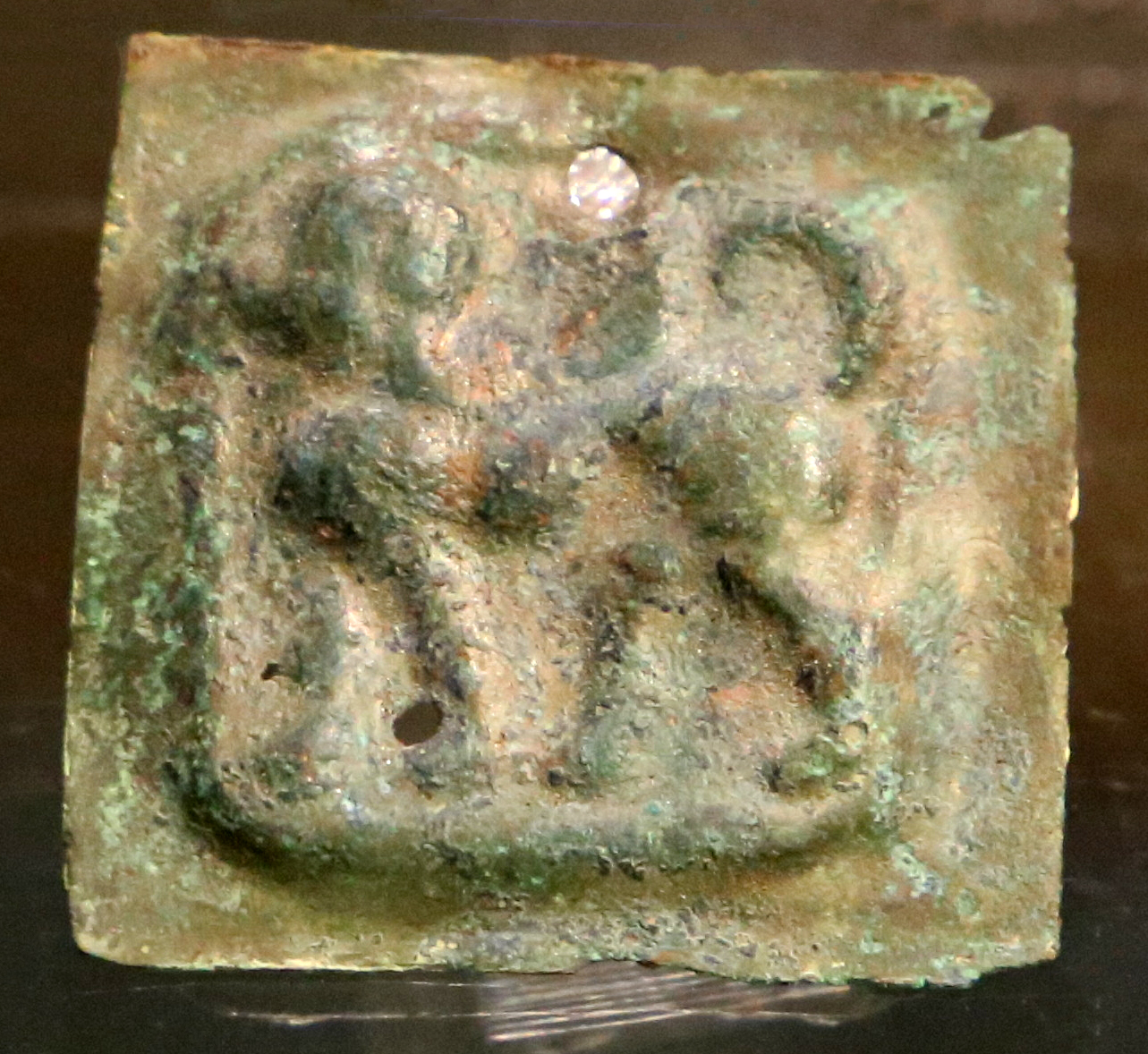
Plaque de bronze d'un char de parade
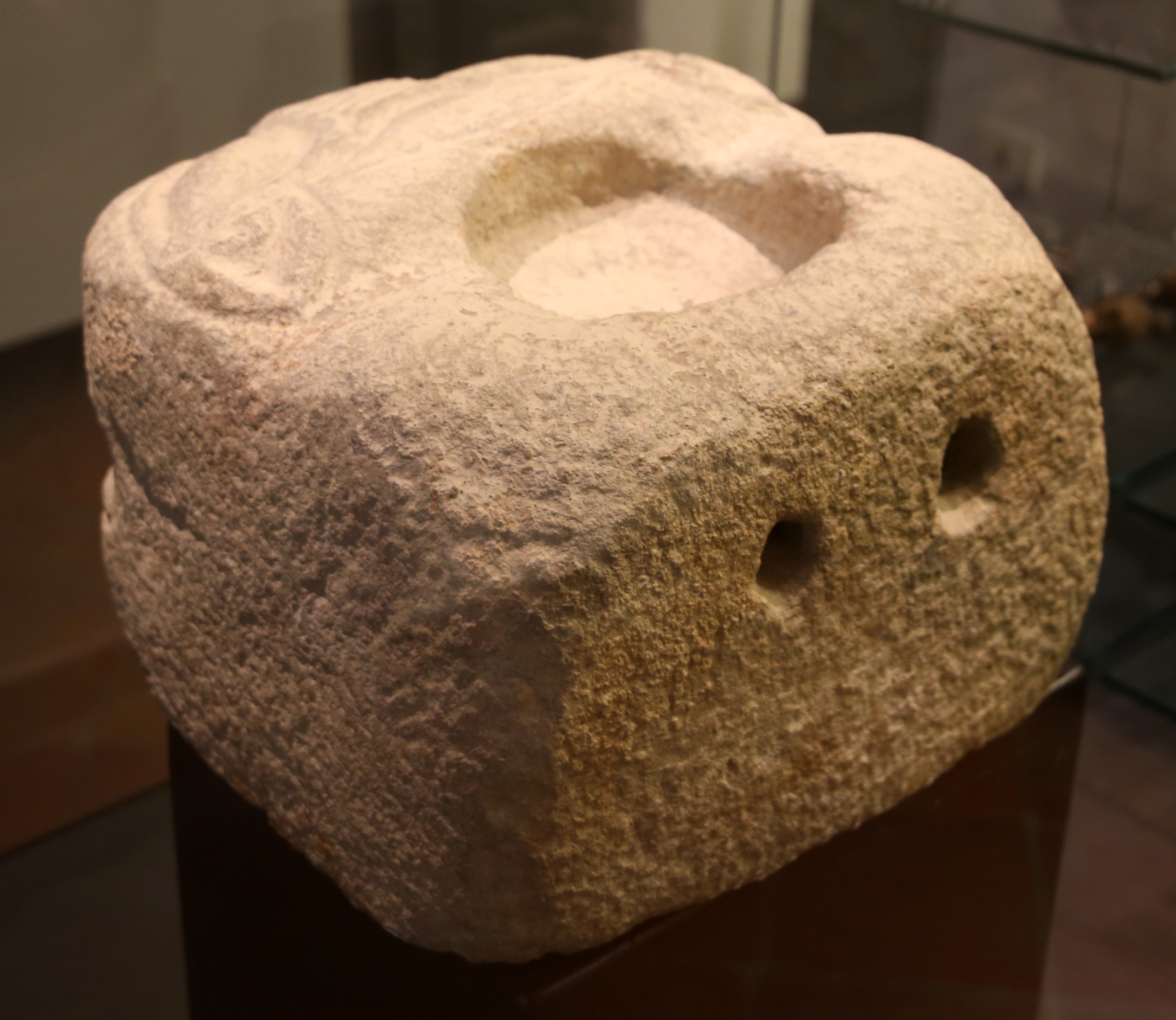
Tête de lion en grès
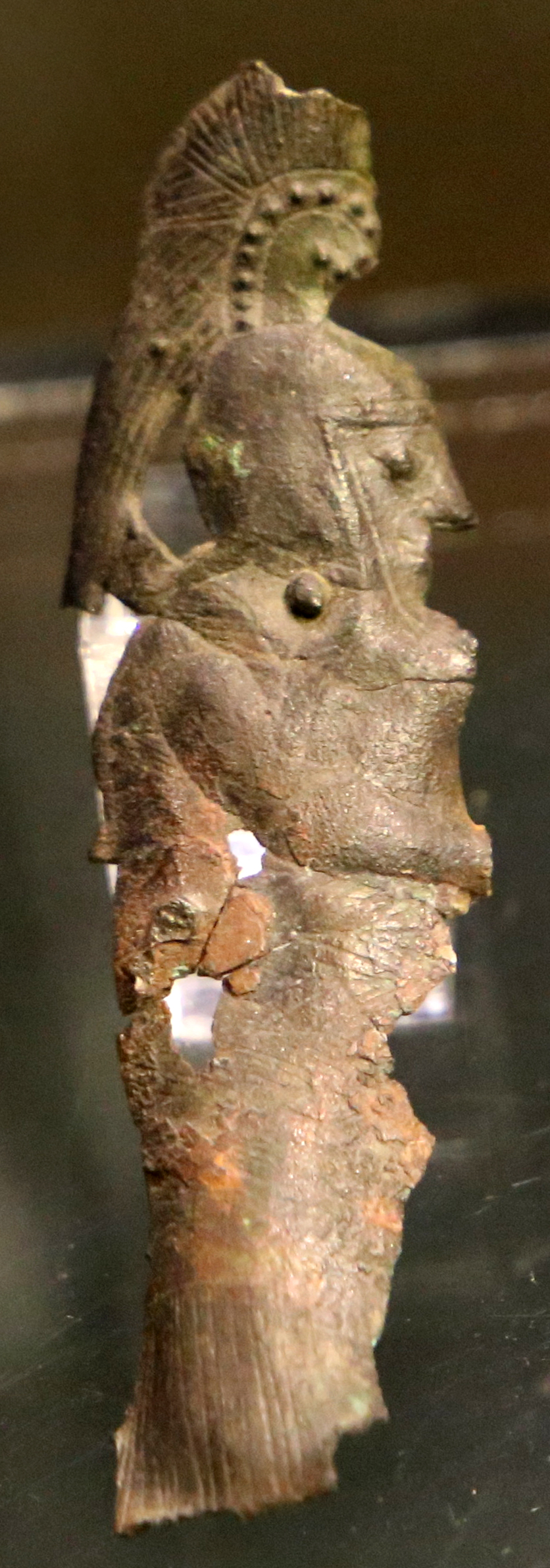
Plaque de bronze